# 프란카빌라알마레
프란카빌라알마레(이탈리아어: Francavilla al Mare)는 이탈리아 아브루초주 키에티도에 있는 코무네이다. 프란카빌라는 19세기 후반부터 이미 해수욕장으로 잘 알려져 있었고 프란체스코 파올로 미케티, 가브리엘레 단눈치오와 같은 예술계, 문학계 인사들이 머물렀던 곳이기도 하다. 알렌토 강 하구가 있다.